# جبال بيرين
جبال بيرين (بالبلغارية: Пирин)‏ هي سلسلة جبلية في جنوب غرب بلغاريا. يبلُغ ارتفاع أعلى قمة (فيهرن) 2,915 م. السلسلة تمتد حوالي 40 كم إلى الشمال الغربي والجنوب الشرقي، وبعرّض 25 كم. مُعظم السلسلة تُعتبر محمية ضمن حديقة بيرين الوطنية. يُسمى الجبل على اسم أعلى آلهة السلافية وإله الرعد والبرق.
لِجبل بيرين 33 قِمة، وأعلى هذه القِمم قِمة فيخرن. وتتشَكل في الوديان الجَليدية بحيرات بعد ذوبان الثلوج. ويحتوي الجبل على أعلى بُحيرة جليدية في بلغاريا وهي بُحيرة بوليجان (2710 م).

## الجغرافيا
جبال بيرين هي ثاني أعلى سلسلة جبال في بلغاريا بعد جبال ريلا (2,925)، وثامن أعلى جبل في أوروبا بعد القوقاز، الألب، جبل الثلج، البرانس، جبل إتنا، جبال ريلا، وأخيرًا جبل أوليمبوس. يبلغ مساحة الجبل 2,585 كم²، ومُعدل ارتفاعُه يَبلُغ 1,033 م.
وتقع جبال بيرين جنوب غرب بلغاريا بين نهر ستروما ونهر ميستا والمُتاخمة لجبال ريلا من الشمال، وجبل سلافينكا من الجنوب. ويحتوي الجبل على عِدة بُحيرات أعلاها بُحيرة بوليجان العُليا (2710 م)، أما أكبر بُحيرة في بيرين هي بوبوفوتو إيزيرو (بحيرة القس)، فتَبلُغ مَساحتُها 112 دونمًا. ومن البُحيرات الأكثر زيارة في جبال بيرين هي بحيرات فاسيلاشكي، وبحيرات بوبوفي، وبحيرات فلاخينسكي، وبحيرات بانديريشكي.

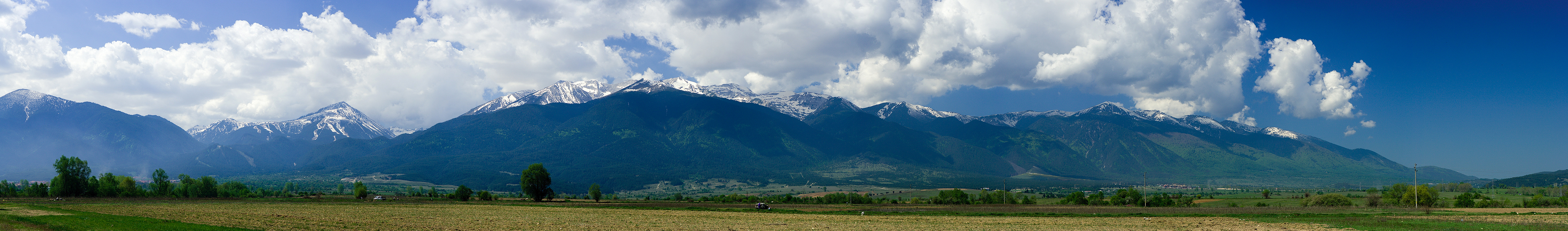
بانوراما جبال بيرين.

## معرض صور

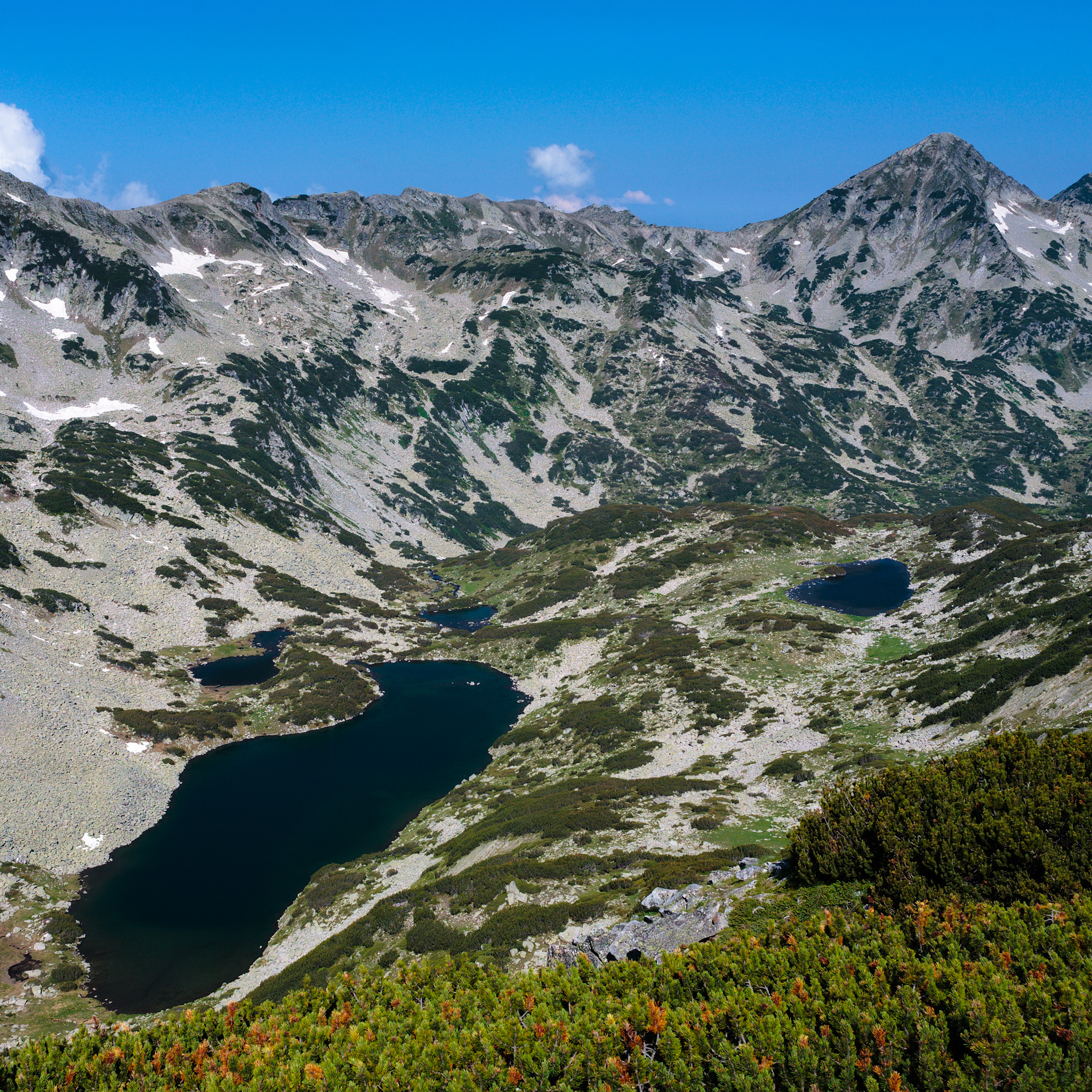
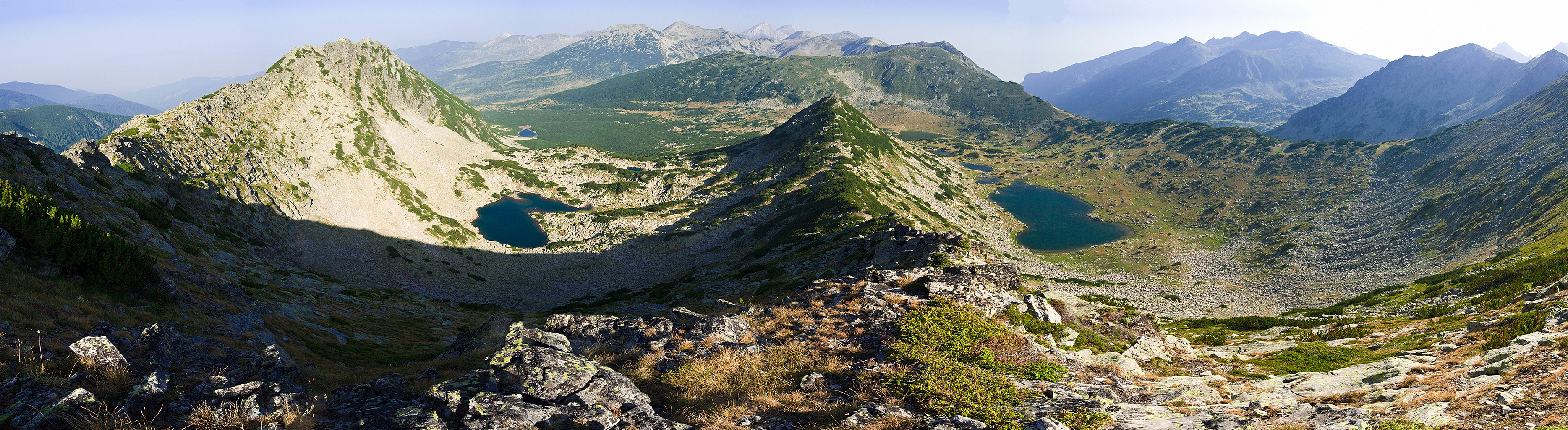
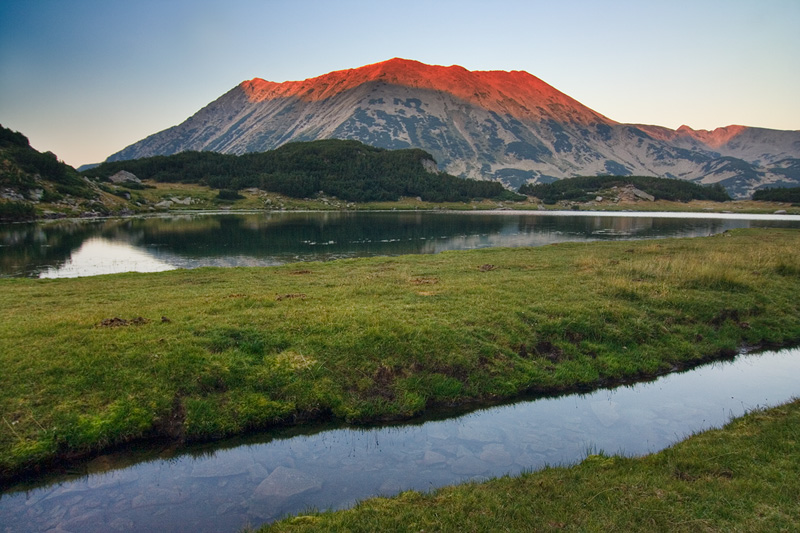
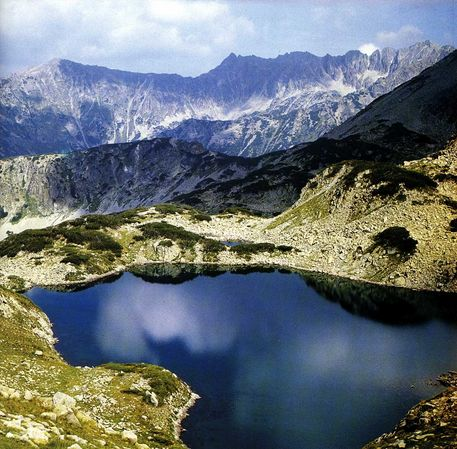
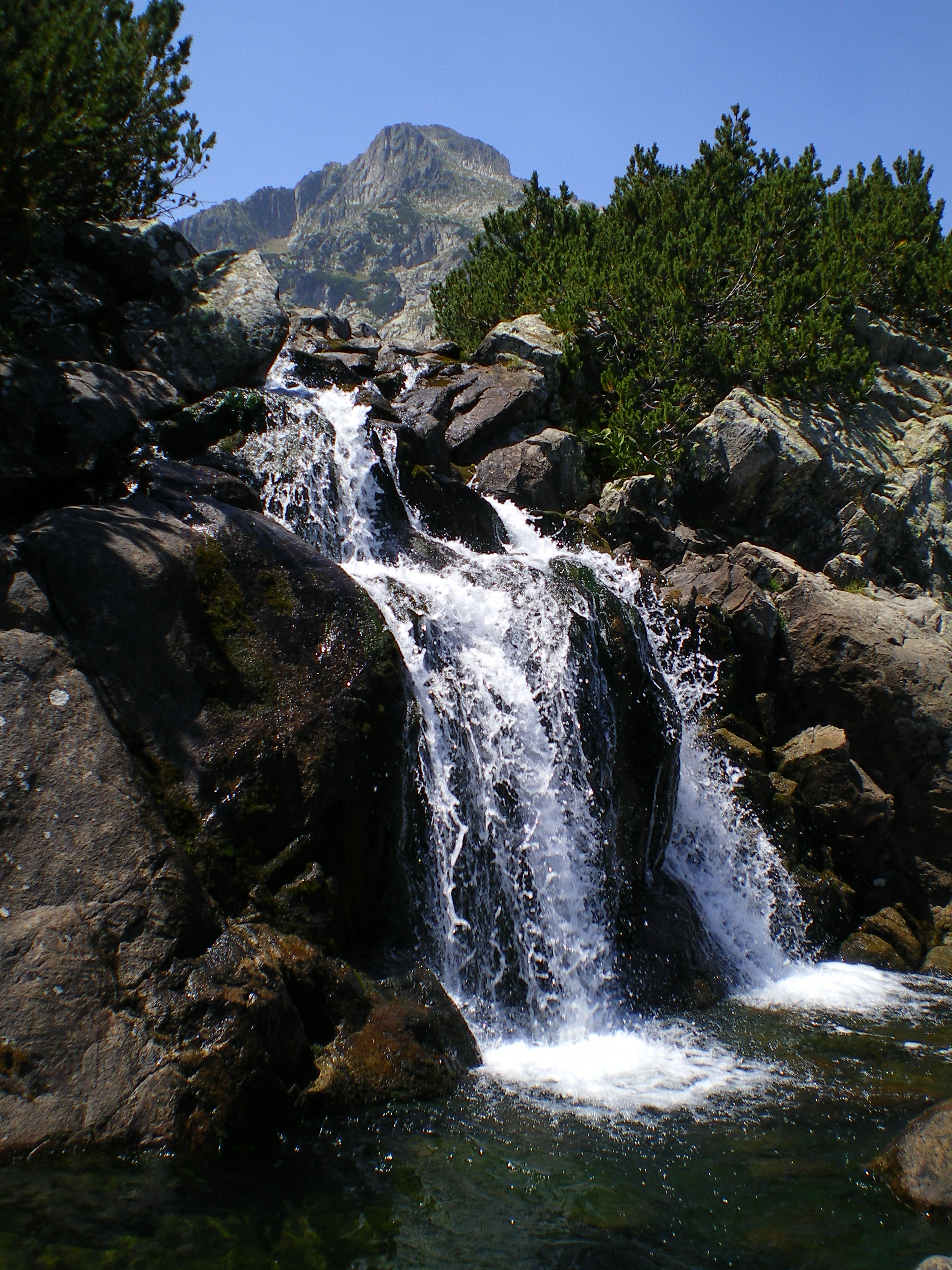
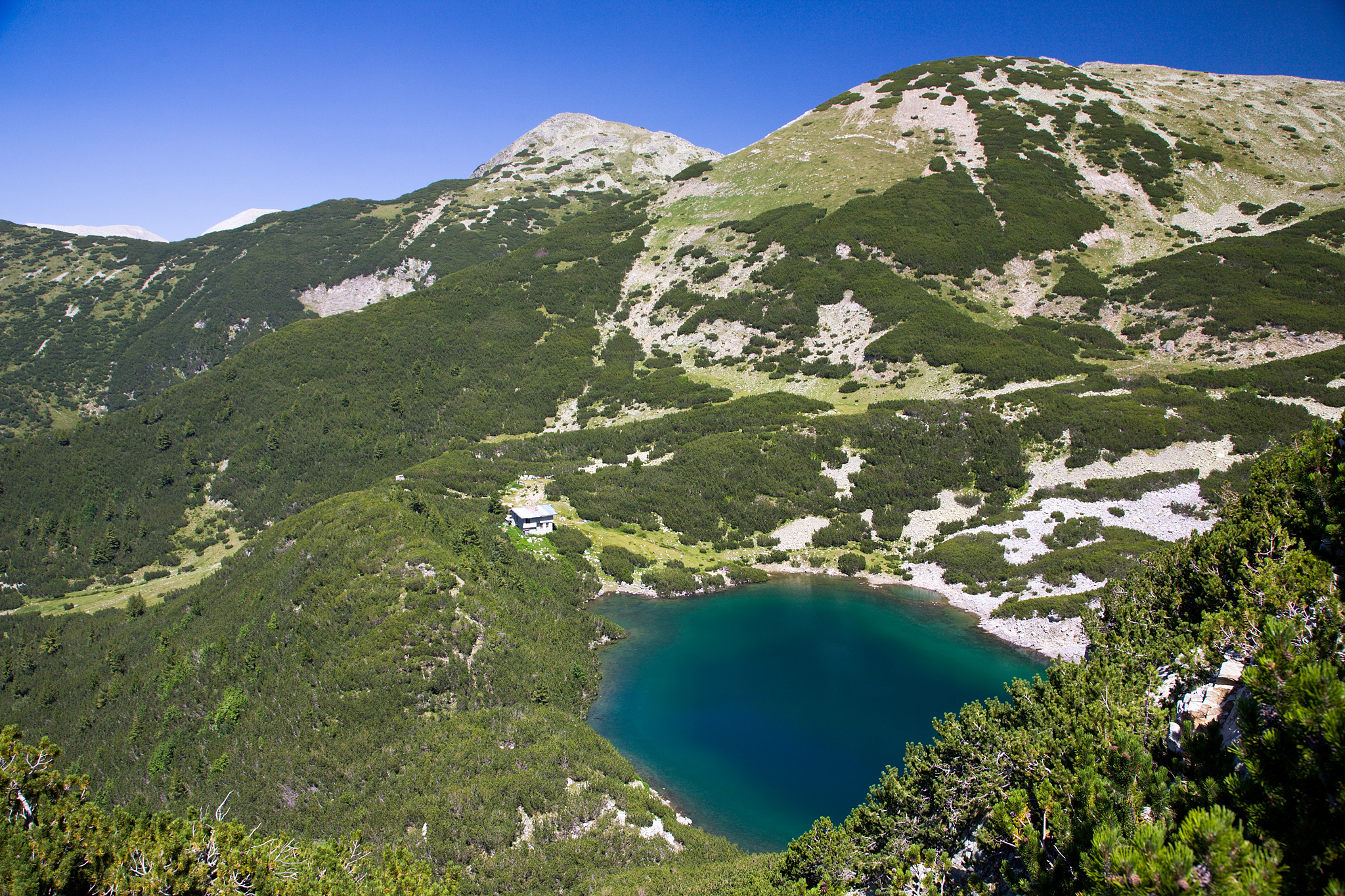